# Brandur Kolbeinsson
Brandur Kolbeinsson est un chef islandais (Goði) du clan des Ásbirningar, à l'époque des guerres civiles de l'âge des Sturlungar. Fils de Kolbeinn Kaldaljós, il succède à son cousin Kolbeinn Arnórsson à la tête du clan familial, à la mort de celui-ci (1245).

## Biographie
Brandur Kolbeinsson naît vers 1209. Il est le fils de Kolbeinn Kaldaljós, fils d'Arnór (mort en 1180).
Avant sa mort de maladie le 22 juillet 1245, Kolbeinn Arnórsson organise sa succession à la tête du clan familial en faveur de son cousin Brandur et il lui obtient le soutien de Gissur Þorvaldsson.